# 延岡市
延岡市（日语：／ Nobeoka shi */?）是位於日本宮崎縣北部的城市，也是宮崎縣北部的主要城市。當地人口數在縣內排名第三，次于宮崎市和都城市。
日本化學大廠旭化成創業初期的工廠設立於此，因此帶動本地的發展，使延岡市也被稱為企業城下町。

## 历史
延岡在平安時代的行政區劃為臼杵郡英多鄉，原由土持氏治理，直到1578年4月10日，土持親成在松尾城被豐後國的大友宗麟擊敗才中止。
1587年豐臣秀吉在九州征伐後，成為日向國下的縣藩（後改名為延岡藩）並築縣城（後來的延岡城），開始以城下町的形式發展。幕府末期，當地屬於內藤家的封地，石高為七萬石。
明治時期設置宮崎縣後，因縣政府設於宮崎市，失去政治中心地位的延岡，發展速度便不如宮崎市，因此過去曾為延岡藩主的內藤氏及藩士將許多自有的特權釋放出來，促成延岡的工業發展。
1923年野口遵所成立的日本窒素肥料將工廠設於此，使延岡成為宮崎縣內的工業城市，並帶動快速發展。二次大戰後，由於財閥解體，延岡的工廠改組後由旭化成繼續經營；至1951年時，轄區內一半的人口、市議會三分之一的議員都與旭化成有關係，而市府三分之二的稅收也都來與旭化成有關的活動，因此被稱為「企業城下町」。但近年來旭化成在延岡的經營比重逐漸縮小之後，人口也開始跟著減少。

### 年表
- 1889年4月1日：實施町村制，現在的轄區分屬東臼杵郡延岡町、恒富村、岡富村、伊形村、東海村、南方村、南浦村、北方村、北浦村、北川村。
- 1930年4月1日：延岡町、恒富村、岡富村合併為新設置的延岡町。
- 1933年2月11日：改制為延岡市。[4]
- 1936年10月25日：伊形村和東海村被併入。
- 1955年4月1日：南方村和南浦村被併入。
- 1970年11月3日：北方村改制為北方町。
- 1972年11月1日：北浦村和北川村同時改制為北浦町和北川町。
- 2006年2月20日：北浦町、北方町被併入。
- 2007年3月31日：北川町被併入。

| 1889年以前 | 1889年5月1日 | 1889年 - 1944年           | 1889年 - 1944年            | 1945年 - 1954年 | 1955年 - 1988年            | 1989年 - 現在            | 現在   |
| ---------- | ------------ | ------------------------- | -------------------------- | --------------- | -------------------------- | ------------------------ | ------ |
|            | 延岡町       | 1930年4月1日 合併為延岡町 | 1933年2月11日 改制為延岡市 | 延岡市          | 延岡市                     | 延岡市                   | 延岡市 |
|            | 岡富村       | 1930年4月1日 合併為延岡町 | 1933年2月11日 改制為延岡市 | 延岡市          | 延岡市                     | 延岡市                   | 延岡市 |
|            | 恒富村       | 1930年4月1日 合併為延岡町 | 1933年2月11日 改制為延岡市 | 延岡市          | 延岡市                     | 延岡市                   | 延岡市 |
|            | 伊形村       | 伊形村                    | 1936年10月25日 併入延岡市  | 延岡市          | 延岡市                     | 延岡市                   | 延岡市 |
|            | 東海村       |                           | 1936年10月25日 併入延岡市  | 延岡市          | 延岡市                     | 延岡市                   | 延岡市 |
|            | 南方村       | 南方村                    | 南方村                     | 南方村          | 1955年4月1日 併入延岡市    | 延岡市                   | 延岡市 |
|            | 南浦村       |                           |                            |                 | 1955年4月1日 併入延岡市    | 延岡市                   | 延岡市 |
|            | 北方村       | 北方村                    | 北方村                     | 北方村          | 1970年11月3日 改制為北方町 | 2006年2月20日 併入延岡市 | 延岡市 |
|            | 北浦村       | 北浦村                    | 北浦村                     | 北浦村          | 1972年11月1日 改制為北浦町 | 2006年2月20日 併入延岡市 | 延岡市 |
|            | 北川村       | 北川村                    | 北川村                     | 北川村          | 1972年11月1日 改制為北川町 | 2007年3月31日 併入延岡市 | 延岡市 |

## 交通

### 鐵路
- 九州旅客鐵道
  - 日豐本線：市棚車站 - 北川車站 - 日向長井車站 - 北延岡車站 - 延岡車站 - 南延岡車站 - 旭丘車站 - 土土呂車站

### 道路
高速道路
- 東九州自動車道：北浦交流道 - 須美江交流道 - 北川交流道 - 延岡系統交流道 - 延岡南交流道
- 九州中央自動車道：北方交流道 - 舞野交流道 - 延岡系統交流道

## 觀光資源

### 景點
- 今山惠比壽神社
- 延岡城跡（日语：延岡城跡）
- 南方古墳群
- 和田越古戰場
- 行縢山・行縢瀑布：日本瀑布百選之一

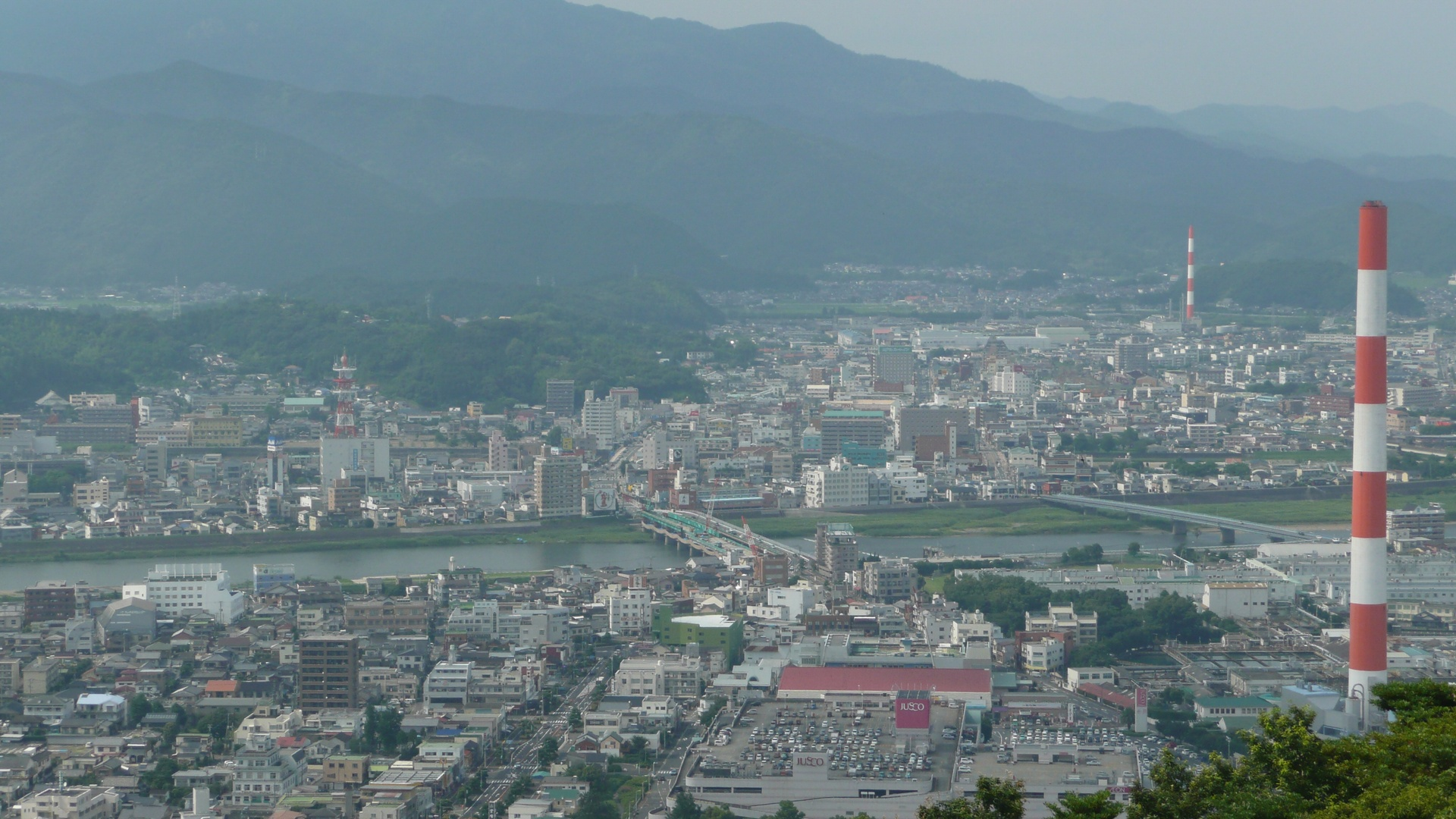
從愛宕山所看到的市區

- 愛宕山：日本夜景100選之一、日本夜景遺産

### 祭典、活動
- 延岡大師祭
- 城山鐘祭（毎年6月10日）
- 熊野神社的歲頂火（離毎年舊曆1月15日最近的星期六）

## 教育

### 大學
- 九州保健福祉大學
- 聖心烏蘇拉學園短期大學

### 高等學校
| 公立 - 宮崎縣立延岡高等學校 - 宮崎縣立延岡星雲高等學校 - 宮崎縣立延岡青朋高等學校 - 宮崎縣立延岡工業高等學校 - 宮崎縣立延岡商業高等學校 | 私立 - 尚學館中學校、高等部 - 延岡學園高等學校 - 聖心烏蘇拉学園高等學校 |

## 姊妹、友好都市

### 日本
- 坂井市（福井縣）：由於延岡藩與丸岡藩過去曾經先後由有馬氏治理，因此延岡市與丸岡町在1979年10月27日締結為姊妹都市；2006年3月20日丸岡町合併為坂井市之後，兩地於2006年11月22日繼續締結為姊妹市。[5]
- 磐城市（福島縣）：由於延岡藩與磐城藩過去曾經先後由內藤氏治理，因此延岡市與磐城市於1997年5月3日締結兄弟都市。[6]

### 海外
- 梅德福（美國麻薩諸塞州）：兩地於1980年8月29日締結姊妹都市。[7]

## 本地出身之名人
- 福島瑞穂：日本社會民主黨領導人、日本參議院議員、律師
- 後藤勇吉：日本第一個民間航空器駕駛
- NOISY：貝斯手、歌手
- 黒木純司：前職業棒球選手
- 柳田聖人：前職業棒球選手
- 濱田隆士：古生物學者
- 松田丈志：游泳選手
- 金子裕則：創作歌手
- 谷克二：作家
- 藤江監物：延岡藩家老
- 江尻喜多右衛門：延岡藩郡奉行
- 長野誠：極限體能王SASUKE節目的極限體能王全明星、漁夫、「第50金比羅丸」漁船的船長
- 37代式守伊之助：大相撲立行司
- 南克幸：排球選手
- 琴柏谷充隆：大相撲力士
- 酒井瞳：藝人
- 猪野秀史：創作歌手

## 外部連結
- （日語） 延岡商工會議所 （页面存档备份，存于）
- （日語） 延岡觀光協會 （页面存档备份，存于）
- （日語） 延岡情報站
- （日語） 延岡.com （页面存档备份，存于）
- （日語） 維客旅行上的延岡市 （页面存档备份，存于）
- OpenStreetMap上有關延岡市的地理